# Stoeba pauper
Stoeba pauper är en svampdjursart som först beskrevs av William Johnson Sollas 1902.  Stoeba pauper ingår i släktet Stoeba och familjen Pachastrellidae. Inga underarter finns listade i Catalogue of Life.